# Persone di nome John/Attori
| Questa pagina contiene informazioni ricavate automaticamente dalle voci biografiche con l'ausilio del template Bio e di un bot. L'aggiornamento è periodico e automatico e ricostruisce completamente la pagina. Se manca una persona in questa lista, sei pregato di non aggiungerla, ma accertati piuttosto che la sua voce biografica contenga il template Bio e che i dati anagrafici siano correttamente compilati. Se il template Bio manca, inseriscilo tu stesso o, in alternativa, metti l'avviso {{tmp\|Bio}} che ne segnala la mancanza. Se i dati riportati sono sbagliati, correggi direttamente la voce biografica; le modifiche saranno visibili in questa lista entro pochi giorni. Per chiarimenti vedi il progetto antroponimi. La lista contiene solo le 386 persone che sono citate nell'enciclopedia e per le quali è stato implementato correttamente il template Bio. Pagina aggiornata al 22 lug 2025. |

Questa è una lista di persone presenti nell'enciclopedia che hanno il nome John e sono attori.

## A(19)
- John Aasen, attore statunitense (Minneapolis, n. 1890 - Mendocino, † 1938)
- John Abraham, attore indiano (Mumbai, n. 1972)
- John Agar, attore statunitense (Chicago, n. 1921 - Burbank, † 2002)
- John Ales, attore statunitense (Los Angeles, n. 1969)
- John Alexander, attore statunitense (Newport, n. 1897 - New York, † 1982)
- John Alvin, attore statunitense (Chicago, n. 1917 - Thousand Oaks, † 2009)
- John Patrick Amedori, attore statunitense (Baltimora, n. 1987)
- John Amos, attore statunitense (Newark, n. 1939 - Inglewood, † 2024)
- John Anderson, attore statunitense (Clayton, n. 1922 - Sherman Oaks, † 1992)
- John Aniston, attore greco (La Canea, n. 1933 - Los Angeles, † 2022)
- John Archer, attore statunitense (Osceola, n. 1915 - Redmond, † 1999)
- John Armstead, attore e artista marziale irlandese (Ennistymon, n. 1944)
- Todd Armstrong, attore statunitense (Saint Louis, n. 1937 - Glenn County, † 1992)
- John Ashley, attore e produttore cinematografico statunitense (Kansas City, n. 1934 - New York, † 1997)
- John Ashton, attore statunitense (Springfield, n. 1948 - Fort Collins, † 2024)
- John Astin, attore e regista statunitense (Baltimora, n. 1930)
- Matthew Atkinson, attore statunitense (Marietta, n. 1988)
- Roy Atwell, attore statunitense (Syracuse, n. 1878 - New York, † 1962)
- John Aylward, attore statunitense (Seattle, n. 1946 - Seattle, † 2022)

## B(34)
- John Bagni, attore e scrittore statunitense (New York, n. 1910 - Hollywood, † 1954)
- Jack Bailey, attore e conduttore televisivo statunitense (Hampton, n. 1907 - Santa Monica, † 1980)
- John Banner, attore statunitense (Ivano-Frankivs'k, n. 1910 - Vienna, † 1973)
- Jack Bannon, attore statunitense (Los Angeles, n. 1940 - Coeur d'Alene, † 2017)
- John Bardon, attore inglese (Brentford, n. 1939 - Londra, † 2014)
- John Barrowman, attore, cantante e ballerino britannico (Glasgow, n. 1967)
- John Barrymore, attore statunitense (Filadelfia, n. 1882 - Los Angeles, † 1942)
- John Drew Barrymore, attore statunitense (Los Angeles, n. 1932 - Los Angeles, † 2004)
- John Bartha, attore ungherese (Miercurea Ciuc, n. 1915 - Budapest, † 1991)
- Richard Basehart, attore statunitense (Zanesville, n. 1914 - Los Angeles, † 1984)
- John Beal, attore statunitense (Joplin, n. 1909 - Santa Cruz, † 1997)
- John Beasley, attore statunitense (Omaha, n. 1943 - Omaha, † 2023)
- John Beck, attore statunitense (Chicago, n. 1943)
- John Belushi, attore, cantante e comico statunitense (Chicago, n. 1949 - West Hollywood, † 1982)
- John Benfield, attore britannico (Wanstead, n. 1951 - † 2020)
- John Beradino, attore e giocatore di baseball statunitense (Los Angeles, n. 1917 - Beverly Hills, † 1996)
- John Bernecker, attore statunitense (New Orleans, n. 1984 - Atlanta, † 2017)
- Jack Buetel, attore statunitense (Dallas, n. 1915 - Portland, † 1989)
- John Billingsley, attore statunitense (Media, n. 1960)
- John Bindon, attore britannico (Londra, n. 1943 - Londra, † 1993)
- Joe Bob Briggs, attore, scrittore e critico cinematografico statunitense (Dallas, n. 1953)
- John Boles, attore e cantante statunitense (Greenville, n. 1895 - San Angelo, † 1969)
- John Bowe, attore britannico (Greasby, n. 1950)
- John Bowers, attore statunitense (Garrett, n. 1885 - Santa Monica, † 1936)
- John Ross Bowie, attore, musicista e modello statunitense (New York, n. 1971)
- John Boxer, attore inglese (Londra, n. 1909 - Brighton, † 1982)
- John Boyd, attore statunitense (New York, n. 1981)
- John Boyega, attore britannico (Londra, n. 1992)
- John Bradley, attore britannico (Manchester, n. 1988)
- John Bromfield, attore statunitense (South Bend, n. 1922 - Palm Desert, † 2005)
- John Brotherton, attore statunitense (Ellensburg, n. 1980)
- John Bryant, attore statunitense (Dixon, n. 1916 - Hollywood, † 1989)
- John Bunny, attore e comico statunitense (New York City, n. 1863 - Brooklyn, † 1915)
- Jack Burns, attore e doppiatore statunitense (Boston, n. 1933 - Los Angeles, † 2020)

## C(43)
- John Abbott, attore britannico (Londra, n. 1905 - Los Angeles, † 1996)
- John Cabrera, attore e regista statunitense (Miami, n. 1975)
- John Callahan, attore statunitense (Brooklyn, n. 1953 - Rancho Mirage, † 2020)
- John Callen, attore e regista teatrale britannico (Londra, n. 1946)
- John Calvin, attore statunitense (Staten Island, n. 1947)
- John Candy, attore e comico canadese (Toronto, n. 1950 - Durango, † 1994)
- J. D. Cannon, attore statunitense (Salmon, n. 1922 - Hudson, † 2005)
- John Capodice, attore statunitense (Chicago, n. 1941 - Los Angeles, † 2024)
- John Carr, attore statunitense (New Jersey, n. 1904 - Los Angeles, † 1956)
- David Carradine, attore e artista marziale statunitense (Los Angeles, n. 1936 - Bangkok, † 2009)
- John Carroll Lynch, attore statunitense (Boulder, n. 1963)
- John Carroll, attore statunitense (New Orleans, n. 1906 - Los Angeles, † 1979)
- John David Carson, attore statunitense (Los Angeles, n. 1952 - Las Vegas, † 2009)
- John L. Cason, attore statunitense (Valley View, n. 1918 - Santa Barbara, † 1961)
- John Cassavetes, attore e regista statunitense (New York, n. 1929 - Los Angeles, † 1989)
- John Castle, attore inglese (Croydon, n. 1940)
- John Cater, attore britannico (Hendon, n. 1932 - Londra, † 2009)
- John Cazale, attore statunitense (Revere, n. 1935 - New York, † 1978)
- John Cenatiempo, attore e stuntman statunitense (New York, n. 1963)
- John Chandos, attore britannico (Glasgow, n. 1919 - Chichester, † 1987)
- Wes Chatham, attore statunitense (Atlanta, n. 1978)
- John Cho, attore e musicista statunitense (Seul, n. 1972)
- John Clarke, attore e sceneggiatore statunitense (South Bend, n. 1931 - Laguna Beach, † 2019)
- John Cleese, attore, comico e sceneggiatore britannico (Weston-super-Mare, n. 1939)
- John Cliff, attore statunitense (Swainsboro, n. 1918 - Hayward, † 2001)
- John Close, attore statunitense (Hollywood, n. 1921 - Palm Springs, † 1963)
- Jack Coleman, attore e sceneggiatore statunitense (Easton, n. 1958)
- John Compton, attore statunitense (Lynchburg, n. 1923 - Los Angeles, † 2015)
- Jackie Condon, attore cinematografico statunitense (Los Angeles, n. 1918 - Inglewood, † 1977)
- John Conte, attore statunitense (Palmer, n. 1915 - Rancho Mirage, † 2006)
- Jackie Coogan, attore statunitense (Los Angeles, n. 1914 - Santa Monica, † 1984)
- Jackie Cooper, attore, regista e produttore televisivo statunitense (Los Angeles, n. 1922 - Beverly Hills, † 2011)
- John Corbett, attore e cantante statunitense (Wheeling, n. 1961)
- John Cossar, attore britannico (Londra, n. 1858 - Hollywood, † 1935)
- John Costello, attore statunitense (New York, n. 1878 - Los Angeles, † 1946)
- John Costelloe, attore statunitense (New York, n. 1961 - Brooklyn, † 2008)
- John Craven, attore statunitense (New York, n. 1916 - † 1995)
- John Crawford, attore statunitense (Colfax, n. 1920 - Thousand Oaks, † 2010)
- Johnny Crawford, attore, cantante e musicista statunitense (Los Angeles, n. 1946 - Los Angeles, † 2021)
- John Cudia, attore, cantante e attore teatrale statunitense (Carolina del Nord, n. 1970)
- John Cullum, attore e cantante statunitense (Knoxville, n. 1930)
- John R. Cumpson, attore statunitense (Buffalo, n. 1868 - New York, † 1913)
- John Cusack, attore, sceneggiatore e produttore cinematografico statunitense (Evanston, n. 1966)

## D(30)
- John D'Aquino, attore statunitense (Brooklyn, n. 1958)
- John D'Leo, attore statunitense (Contea di Monmouth, n. 1995)
- John Dagleish, attore e cantante britannico (Kelvedon, n. 1981)
- John Francis Daley, attore, sceneggiatore e regista statunitense (Wheeling, n. 1985)
- John Dall, attore statunitense (New York, n. 1920 - Hollywood, † 1971)
- John Davidson, attore statunitense (New York, n. 1886 - Los Angeles, † 1968)
- John Davidson, attore, cantante e showman statunitense (Pittsburgh, n. 1941)
- John Davis Chandler, attore statunitense (Hinton, n. 1935 - Toluca Lake, † 2010)
- Jack De Sena, attore e doppiatore statunitense (Boston, n. 1987)
- John DeLuca, attore e cantante statunitense (Longmeadow, n. 1986)
- John DeSantis, attore canadese (Nanaimo, n. 1973)
- John Dehner, attore statunitense (New York, n. 1915 - Santa Barbara, † 1992)
- John Dennis, attore statunitense (New York, n. 1925 - Apple Valley, † 2004)
- John DiMaggio, attore e doppiatore statunitense (North Plainfield, n. 1968)
- John Diedrich, attore, regista teatrale e produttore teatrale australiano (Melbourne, n. 1954)
- John Diehl, attore statunitense (Cincinnati, n. 1950)
- John Dierkes, attore statunitense (Cincinnati, n. 1905 - Los Angeles, † 1975)
- John T. Dillon, attore statunitense (Deal, n. 1876 - Los Angeles, † 1937)
- Jack Dodson, attore statunitense (Pittsburgh, n. 1931 - Los Angeles, † 1994)
- John Doman, attore statunitense (Filadelfia, n. 1945)
- John Dossett, attore statunitense (South Orange, n. 1958)
- John Doucette, attore statunitense (Brockton, n. 1921 - Banning, † 1994)
- John Doumanian, attore statunitense (New York)
- John Driscoll, attore televisivo statunitense (Fort Belvoir, n. 1981)
- John Ducey, attore statunitense (Endwell, n. 1969)
- John Dugan, attore statunitense (Brazil, n. 1953)
- John Dunsworth, attore canadese (Bridgewater, n. 1946 - Halifax, † 2017)
- John Duttine, attore inglese (Barnsley, n. 1949)
- John Dye, attore e sceneggiatore statunitense (Amory, n. 1963 - San Francisco, † 2011)
- John de Lancie, attore statunitense (Filadelfia, n. 1948)

## E(5)
- John Lloyd Cruz, attore e modello filippino (Pasay, n. 1983)
- John Eldredge, attore statunitense (San Francisco, n. 1904 - Laguna Beach, † 1961)
- John Emery, attore statunitense (New York, n. 1905 - New York, † 1964)
- John Enos III, attore e modello statunitense (Boston, n. 1962)
- Richard Erdman, attore e regista statunitense (Enid, n. 1925 - Los Angeles, † 2019)

## F(10)
- Will Ferrell, attore, comico e produttore cinematografico statunitense (Irvine, n. 1967)
- John Fiedler, attore e doppiatore statunitense (Platteville, n. 1925 - Englewood, † 2005)
- John Finn, attore statunitense (New York, n. 1952)
- John Finnegan, attore statunitense (New York, n. 1926 - Palm Desert, † 2012)
- Dick Foran, attore statunitense (Flemington, n. 1910 - Panorama City, † 1979)
- John Forbes-Robertson, attore inglese (Worthing, n. 1928 - Londra, † 2008)
- John Franklyn-Robbins, attore e doppiatore britannico (Cheltenham, n. 1924 - Londra, † 2009)
- John Forsythe, attore statunitense (Penns Grove, n. 1918 - Santa Ynez, † 2010)
- Jonathan Frid, attore canadese (Hamilton, n. 1924 - Hamilton, † 2012)
- John Hare, attore e direttore teatrale inglese (Giggleswick, n. 1844 - Londra, † 1921)

## G(15)
- John Gallagher Jr., attore e musicista statunitense (Wilmington, n. 1984)
- John Gallaudet, attore statunitense (Filadelfia, n. 1903 - Los Angeles, † 1983)
- John Garfield, attore statunitense (New York, n. 1913 - New York, † 1952)
- John Gavin, attore, diplomatico e dirigente d'azienda statunitense (Los Angeles, n. 1931 - Beverly Hills, † 2018)
- John Gegenhuber, attore statunitense (n. 1961)
- John Gemberling, attore e comico statunitense (New York, n. 1981)
- John George, attore siriano (Aleppo, n. 1898 - Los Angeles, † 1968)
- John Getz, attore statunitense (Davenport, n. 1946)
- John Ghaffari, attore e produttore cinematografico iraniano (Baku, n. 1940)
- John Glover, attore statunitense (Kingston, n. 1944)
- John Goodman, attore e doppiatore statunitense (Saint Louis, n. 1952)
- John Gottowt, attore, regista e sceneggiatore austriaco (Lemberg, n. 1881 - Wieliczka, † 1942)
- Willoughby Gray, attore inglese (Londra, n. 1916 - Salisbury, † 1993)
- John Gregson, attore britannico (Glasgow, n. 1919 - Porlock Weir, † 1975)
- John Gulager, attore, regista e direttore della fotografia statunitense (New York, n. 1957)

## H(27)
- John Hallam, attore britannico (Lisburn, n. 1941 - Clifton, † 2006)
- John Halliday, attore statunitense (New York, n. 1880 - Honolulu, † 1947)
- John F. Hamilton, attore statunitense (New York, n. 1893 - Paramus, † 1967)
- John R. Hamilton, attore statunitense (Shippensburg, n. 1887 - Hollywood, † 1958)
- John Hannah, attore britannico (East Kilbride, n. 1962)
- John Harmon, attore statunitense (Washington, n. 1905 - Los Angeles, † 1985)
- John Harron, attore statunitense (New York, n. 1903 - Seattle, † 1939)
- John Hart, attore statunitense (Los Angeles, n. 1917 - Rosarito, † 2009)
- John Heard, attore statunitense (Washington, n. 1946 - Palo Alto, † 2017)
- John Hensley, attore statunitense (Louisville, n. 1977)
- John Henson, attore, comico e conduttore televisivo statunitense (Stamford, n. 1967)
- John Herbert, attore, regista e produttore cinematografico brasiliano (San Paolo, n. 1929 - San Paolo, † 2011)
- John Hewer, attore inglese (Leyton, n. 1922 - Twickenham, † 2008)
- John Benjamin Hickey, attore statunitense (Plano, n. 1963)
- John Michael Higgins, attore statunitense (Boston, n. 1963)
- John Hillerman, attore statunitense (Denison, n. 1932 - Houston, † 2017)
- John Hodgman, attore statunitense (Brookline, n. 1971)
- John Hodiak, attore statunitense (Pittsburgh, n. 1914 - Los Angeles, † 1955)
- John Hopkins, attore britannico (Londra, n. 1974)
- John Houseman, attore, produttore cinematografico e sceneggiatore britannico (Bucarest, n. 1902 - Malibù, † 1988)
- John Howard, attore statunitense (Cleveland, n. 1913 - Santa Rosa, † 1995)
- John Howard, attore australiano (Corowa, n. 1952)
- Clark Howat, attore statunitense (Contea di Calaveras, n. 1918 - Arroyo Grande, † 2009)
- Jack Hoxie, attore statunitense (n. 1885 - Elkhart, † 1965)
- John Hubbard, attore statunitense (East Chicago, n. 1914 - Camarillo, † 1988)
- Barry Humphries, attore, sceneggiatore e doppiatore australiano (Melbourne, n. 1934 - Sydney, † 2023)
- John Hurt, attore britannico (Chesterfield, n. 1940 - Cromer, † 2017)

## I(2)
- John Ince, attore, regista e produttore cinematografico statunitense (New York, n. 1878 - Hollywood, † 1947)
- John Ireland, attore canadese (Vancouver, n. 1914 - Santa Barbara, † 1992)

## J(5)
- John M. Jackson, attore statunitense (Baton Rouge, n. 1950)
- John James, attore statunitense (Minneapolis, n. 1956)
- John Jarratt, attore, produttore cinematografico e regista australiano (Wongawilli, n. 1951)
- John Douglas Thompson, attore inglese (Bath, n. 1964)
- John Marshall Jones, attore statunitense (Detroit, n. 1962)

## K(14)
- John Kapelos, attore canadese (London, n. 1956)
- John Karlen, attore statunitense (Brooklyn, n. 1933 - Burbank, † 2020)
- John Karlsen, attore neozelandese (Wellington, n. 1919 - Auckland, † 2017)
- John Karna, attore statunitense (Houston, n. 1992)
- John Kassir, attore e doppiatore statunitense (Baltimora, n. 1957)
- John Kellogg, attore statunitense (Hollywood, n. 1916 - Los Angeles, † 2000)
- Jack Kelly, attore statunitense (New York, n. 1927 - Huntington Beach, † 1992)
- Arthur Kennedy, attore statunitense (Worcester, n. 1914 - Branford, † 1990)
- John Kerr, attore statunitense (New York, n. 1931 - Pasadena, † 2013)
- Jack Kilmer, attore e modello statunitense (Los Angeles, n. 1995)
- John Kim, attore australiano (Melbourne, n. 1993)
- Björn Kjellman, attore e cantante svedese (Östra Grevie, n. 1963)
- Fuzzy Knight, attore statunitense (Fairmont, n. 1901 - Woodland Hills, † 1976)
- John Krasinski, attore, regista e sceneggiatore statunitense (Newton, n. 1979)

## L(25)
- John Lancaster, attore statunitense (Richmond, n. 1857 - Washington, † 1935)
- John Larch, attore statunitense (Salem, n. 1914 - Woodland Hills, † 2005)
- John Larroquette, attore e regista statunitense (New Orleans, n. 1947)
- John Laurie, attore scozzese (Dumfries, n. 1897 - Chalfont St Peter, † 1980)
- John Phillip Law, attore statunitense (Hollywood, n. 1937 - Los Angeles, † 2008)
- John Lawlor, attore statunitense (Boulder, n. 1941 - Albuquerque, † 2025)
- John Le Mesurier, attore britannico (Bedford, n. 1912 - Ramsgate, † 1983)
- Bernard Lee, attore britannico (Londra, n. 1908 - Hampstead, † 1981)
- John Leeson, attore e doppiatore britannico (Leicester, n. 1943)
- John Leguizamo, attore, sceneggiatore e comico colombiano (Bogotà, n. 1960)
- David Lewis, attore statunitense (Pittsburgh, n. 1916 - Los Angeles, † 2000)
- John Leyton, attore e cantante inglese (Frinton-on-Sea, n. 1936)
- John Litel, attore statunitense (Albany, n. 1892 - Woodland Hills, † 1972)
- John Lithgow, attore statunitense (Rochester, n. 1945)
- John Lloyd Young, attore e cantante statunitense (Sacramento, n. 1975)
- John Bedford Lloyd, attore statunitense (New Haven, n. 1956)
- John Loder, attore britannico (Londra, n. 1898 - Selborne, † 1988)
- John Lone, attore cinese (Hong Kong, n. 1952)
- John Longden, attore britannico (Indie Occidentali, n. 1900 - Londra, † 1971)
- John Owen Lowe, attore, sceneggiatore e produttore cinematografico statunitense (Los Angeles, n. 1995)
- John Lund, attore statunitense (Rochester, n. 1913 - Los Angeles, † 1992)
- John Lupton, attore statunitense (Highland Park, n. 1928 - Los Angeles, † 1993)
- John Lurie, attore, musicista e pittore statunitense (Minneapolis, n. 1952)
- John Lutz, attore e comico statunitense (Pipestone, n. 1973)
- John Lynch, attore britannico (Corrinshego, n. 1961)

## M(37)
- John Hoyt, attore statunitense (New York, n. 1905 - Santa Cruz, † 1991)
- Jack MacGowran, attore irlandese (Dublino, n. 1918 - New York, † 1973)
- J. C. MacKenzie, attore canadese (Peterborough, n. 1970)
- Johnny Mack Brown, attore statunitense (Dothan, n. 1904 - Woodland Hills, † 1974)
- John Mackin, attore e regista statunitense (n. 1876)
- John Maclaren, attore canadese (Canada, n. 1951)
- John Magaro, attore statunitense (Akron, n. 1983)
- John Malkovich, attore e produttore cinematografico statunitense (Christopher, n. 1953)
- John Asher, attore e regista statunitense (Los Angeles, n. 1971)
- John Marley, attore statunitense (New York, n. 1907 - Los Angeles, † 1984)
- John Martin-Harvey, attore, direttore teatrale e produttore teatrale inglese (Wivenhoe, n. 1863 - Londra, † 1944)
- John Martino, attore statunitense (Brooklyn, n. 1937)
- John B. Mason, attore e cantante statunitense (Orange, n. 1858 - Stamford, † 1919)
- John Maucere, attore statunitense (Los Angeles, n. 1964)
- John McConnell, attore statunitense (Baton Rouge, n. 1958)
- John McCook, attore statunitense (Ventura, n. 1944)
- John McCrea, attore britannico (Aldershot, n. 1992)
- Jake McDorman, attore statunitense (Dallas, n. 1986)
- John C. McGinley, attore e produttore cinematografico statunitense (New York, n. 1959)
- John McGiver, attore statunitense (New York, n. 1913 - West Fulton, † 1975)
- John McIntire, attore statunitense (Spokane, n. 1907 - Pasadena, † 1991)
- John McLiam, attore canadese (Hayter, n. 1918 - Los Angeles, † 1994)
- John McMartin, attore statunitense (Warsaw, n. 1929 - New York, † 2016)
- John Megna, attore statunitense (New York, n. 1952 - Los Angeles, † 1995)
- John Meillon, attore australiano (Mosman, n. 1934 - Neutral Bay, † 1989)
- John Merivale, attore britannico (Toronto, n. 1917 - Londra, † 1990)
- John Merton, attore statunitense (Seattle, n. 1901 - Los Angeles, † 1959)
- John Charles Meyer, attore statunitense
- John Milford, attore statunitense (Johnstown, n. 1929 - Santa Monica, † 2000)
- John Miljan, attore statunitense (Lead, n. 1892 - Los Angeles, † 1960)
- John Mills, attore britannico (North Elmham, n. 1908 - Denham, † 2005)
- John Cameron Mitchell, attore, sceneggiatore e regista statunitense (El Paso, n. 1963)
- John Mitchum, attore statunitense (Bridgeport, n. 1919 - Los Angeles, † 2001)
- John Moulder-Brown, attore britannico (Londra, n. 1953)
- Jack Mullaney, attore statunitense (Pittsburgh, n. 1929 - Woodland Hills, † 1982)
- Jack Murdock, attore statunitense (Urbana, n. 1922 - Burbank, † 2001)
- Ethan Wayne, attore e stuntman statunitense (Encino, n. 1962)

## N(9)
- John Allen Nelson, attore statunitense (San Antonio, n. 1959)
- John Nettles, attore britannico (Saint Austell, n. 1943)
- John Nettleton, attore britannico (Londra, n. 1929 - † 2023)
- John Neville, attore britannico (Londra, n. 1925 - Toronto, † 2011)
- John Newton, attore statunitense (Chapel Hill, n. 1965)
- Jack Nicholson, attore, sceneggiatore e produttore cinematografico statunitense (Neptune City, n. 1937)
- John Noble, attore australiano (Port Pirie, n. 1948)
- John Nolan, attore britannico (Londra, n. 1938)
- John Novak, attore e doppiatore venezuelano (Caracas, n. 1955)

## O(8)
- John B. O'Brien, attore e regista statunitense (Roanoke, n. 1884 - Los Angeles, † 1936)
- John O'Hurley, attore, doppiatore e conduttore televisivo statunitense (Kittery, n. 1954)
- John O'Leary, attore statunitense (Newton, n. 1926 - Hollywood, † 2019)
- John Orchard, attore britannico (Lambeth, n. 1928 - Londra, † 1995)
- Ole Olsen, attore e comico statunitense (Peru, n. 1892 - Albuquerque, † 1963)
- John Ortiz, attore statunitense (New York, n. 1968)
- Reginald Owen, attore britannico (Wheathampstead, n. 1887 - Boise, † 1972)
- John Owen-Jones, attore e cantante gallese (Burry Port, n. 1971)

## P(16)
- John Hawkes, attore statunitense (Alexandria, n. 1959)
- John P. Dulaney, attore e imprenditore statunitense (Oklahoma City, n. 1946)
- Johnny Pacar, attore statunitense (Dearborn, n. 1981)
- Patrick Page, attore, basso-baritono e drammaturgo statunitense (Spokane, n. 1962)
- John Pankow, attore statunitense (Saint Louis, n. 1954)
- John Paragon, attore e regista statunitense (Anchorage, n. 1954 - Palm Springs, † 2021)
- John Partridge, attore, cantante e ballerino inglese (Radcliffe, n. 1971)
- John Payne, attore statunitense (Roanoke, n. 1912 - Malibù, † 1989)
- John Pickard, attore statunitense (Lascassas, n. 1913 - Contea di Rutherford, † 1993)
- John Pleshette, attore e sceneggiatore statunitense
- John Polson, attore e regista australiano (Sydney, n. 1965)
- John Posey, attore statunitense (Hartford, n. 1956)
- John Gilbert, attore statunitense (Logan, n. 1897 - Los Angeles, † 1936)
- John Prosky, attore statunitense (n. 1962)
- John Putch, attore e regista statunitense (Chambersburg, n. 1961)
- John Pyper-Ferguson, attore canadese (Mordialloc, n. 1964)

## Q(2)
- John Prats, attore, conduttore televisivo e ballerino filippino (Manila, n. 1984)
- John Qualen, attore canadese (Vancouver, n. 1899 - Torrance, † 1987)

## R(21)
- John S. Ragin, attore statunitense (Newark, n. 1929 - Los Angeles, † 2013)
- John Raitt, attore e cantante statunitense (Santa Ana, n. 1917 - Pacific Palisades, † 2005)
- John Ralston, attore canadese (Miramichi, n. 1964)
- John Randolph, attore statunitense (New York, n. 1915 - Hollywood, † 2004)
- John Ratzenberger, attore e doppiatore statunitense (Bridgeport, n. 1947)
- John Reardon, attore britannico (Halifax, n. 1975)
- John Reilly, attore statunitense (Chicago, n. 1934 - † 2021)
- John C. Reilly, attore statunitense (Chicago, n. 1965)
- John Paul Reynolds, attore statunitense (Madison, n. 1991)
- John Rhys-Davies, attore e doppiatore britannico (Ammanford, n. 1944)
- John Richardson, attore britannico (Worthing, n. 1934 - Londra, † 2021)
- Jack Riley, attore e doppiatore statunitense (Cleveland, n. 1935 - Los Angeles, † 2016)
- John Roberts, attore e doppiatore statunitense (New York, n. 1971)
- John Robinson, attore, modello e sceneggiatore statunitense (Portland, n. 1985)
- John Roselius, attore statunitense (n. 1944 - † 2018)
- John Rothman, attore statunitense (Baltimora, n. 1949)
- Maurice Roëves, attore britannico (Sunderland, n. 1937 - Edimburgo, † 2020)
- John Rubinstein, attore statunitense (Los Angeles, n. 1946)
- John Russell, attore e militare statunitense (Los Angeles, n. 1921 - Los Angeles, † 1991)
- John Paul Ruttan, attore canadese (Toronto, n. 2001)
- John P. Ryan, attore statunitense (New York, n. 1936 - Los Angeles, † 2007)

## S(35)
- John Franklin, attore statunitense (Blue Island, n. 1959)
- Redd Foxx, attore, comico e cantante statunitense (St. Louis, n. 1922 - Los Angeles, † 1991)
- Peter Sarsgaard, attore statunitense (Belleville, n. 1971)
- John Savage, attore statunitense (Old Bethpage, n. 1949)
- John Savident, attore britannico (Saint Peter Port, n. 1938 - † 2024)
- John Saxon, attore statunitense (New York, n. 1936 - Murfreesboro, † 2020)
- John Schneider, attore e cantante statunitense (Mount Kisco, n. 1960)
- John Schuck, attore statunitense (Boston, n. 1940)
- John Schwab, attore e doppiatore statunitense (Pensacola, n. 1972)
- John Scurti, attore statunitense (East Northport)
- Håkan Serner, attore svedese (Malmö, n. 1933 - Stoccolma, † 1984)
- John Sessions, attore e comico britannico (Largs, n. 1953 - Londra, † 2020)
- John Sharp, attore britannico (Bradford, n. 1920 - Londra, † 1992)
- John Shea, attore statunitense (North Conway, n. 1949)
- John Wesley Shipp, attore statunitense (Norfolk, n. 1955)
- John Shrapnel, attore britannico (Birmingham, n. 1942 - Londra, † 2020)
- John Simm, attore britannico (Leeds, n. 1970)
- John Gordon Sinclair, attore e cantante britannico (Glasgow, n. 1962)
- John Slattery, attore e regista statunitense (Boston, n. 1962)
- John Smith, attore statunitense (Los Angeles, n. 1931 - Los Angeles, † 1995)
- John Spencer, attore statunitense (New York, n. 1946 - Los Angeles, † 2005)
- John St. Polis, attore statunitense (New Orleans, n. 1873 - Los Angeles, † 1946)
- John Stacy, attore australiano (Sydney, n. 1914 - Roma, † 1988)
- John Stahl, attore britannico (Sauchie, n. 1953 - Isola di Lewis, † 2022)
- John Stamos, attore e cantante statunitense (Cypress, n. 1963)
- John Standing, attore britannico (Londra, n. 1934)
- John Steiner, attore britannico (Chester, n. 1941 - Palm Springs, † 2022)
- John Stephenson, attore e doppiatore statunitense (Kenosha, n. 1923 - Los Angeles, † 2015)
- John Steppling, attore e regista tedesco (Essen, n. 1870 - Hollywood, † 1932)
- John Clarence Stewart, attore e cantante statunitense (Stone Mountain, n. 1988)
- John Stockwell, attore, regista e sceneggiatore statunitense (Galveston, n. 1961)
- John Strasberg, attore, regista e insegnante statunitense (New York, n. 1941)
- John Stuart, attore scozzese (Edimburgo, n. 1898 - Londra, † 1979)
- John Sumner, attore inglese (Blackpool, n. 1951)
- John Sutton, attore britannico (Rawalpindi, n. 1908 - Cannes, † 1963)

## T(7)
- John Tansey, attore, regista e sceneggiatore statunitense (New York, n. 1901 - Hollywood, † 1971)
- John Terry, attore statunitense (Vero Beach, n. 1950)
- John Thaw, attore inglese (West Gorton, n. 1942 - Luckington, † 2002)
- John Travolta, attore e cantante statunitense (Englewood, n. 1954)
- John Paul Tremblay, attore, sceneggiatore e comico canadese (Halifax, n. 1968)
- John Truscott, attore, costumista e scenografo australiano (Melbourne, n. 1936 - Melbourne, † 1993)
- John Turturro, attore, regista e sceneggiatore statunitense (New York, n. 1957)

## V(5)
- John van Dreelen, attore olandese (Amsterdam, n. 1922 - Cap d'Agde, † 1992)
- John Van Eyssen, attore britannico (Fauresmith, n. 1922 - Londra, † 1995)
- John Ventimiglia, attore statunitense (New York, n. 1963)
- John Vernon, attore canadese (Zehner, n. 1932 - Westwood, † 2005)
- John Viener, attore statunitense (New York, n. 1972)

## W(14)
- Johnny Wactor, attore statunitense (Charleston, n. 1986 - Los Angeles, † 2024)
- John David Washington, attore e ex giocatore di football americano statunitense (Los Angeles, n. 1984)
- John Witherspoon, attore e comico statunitense (Detroit, n. 1942 - Los Angeles, † 2019)
- Richard Webb, attore statunitense (Bloomington, n. 1915 - Los Angeles, † 1993)
- John Wells, attore e sceneggiatore britannico (Ashford, n. 1936 - Sussex, † 1998)
- John Welsh, attore irlandese (Wexford, n. 1914 - Londra, † 1985)
- Johnny Whitaker, attore, regista e produttore cinematografico statunitense (Los Angeles, n. 1959)
- John White, attore e produttore cinematografico canadese (Toronto, n. 1981)
- John Whiting, attore, drammaturgo e sceneggiatore britannico (Salisbury, n. 1917 - Londra, † 1963)
- John Williams, attore britannico (Chalfont St. Giles, n. 1903 - La Jolla, † 1983)
- Beppe Wolgers, attore, scrittore e cantautore svedese (Stoccolma, n. 1928 - Östersund, † 1986)
- John Wood, attore britannico (Derbyshire, n. 1930 - Chipping Campden, † 2011)
- John Woodvine, attore britannico (South Shields, n. 1929)
- Jackie Wright, attore britannico (Belfast, n. 1904 - Belfast, † 1989)

## Y(2)
- John J. York, attore statunitense (Chicago, n. 1958)
- Gary Lockwood, attore statunitense (Los Angeles, n. 1937)

## Z(1)
- John Zaremba, attore statunitense (Chicago, n. 1908 - Newport Beach, † 1986)